# Distretto di Qiongshan
Il distretto di Qiongshan (琼山区S, QióngshānP) è un distretto della Cina, situato nella provincia di Hainan e amministrato dalla prefettura di Haikou.